# Анвар Садат
Мохаммед Анвар ас-Садат (араб. محمد أنور السادات, 25 грудня 1918, Міт-Абу-ель-Ком, Султанат Єгипет — 6 жовтня 1981, Єгипет) — третій президент Єгипту, маршал (мушир).

## Молодість і шлях до президентства

### Дитячі і молоді роки
Народився 25 грудня 1918 року в багатодітній родині у селі Міт-Абуль-Ком північніше Каїра. Він був одним з тринадцяти дітей Мохаммеда аль-Садата, писаря у військовому шпиталі, та Сітт ель-Баррейн. Уся його рідня належала до ревних мусульман. Анвар змалку відвідував початкову релігійну школу азхар, де вивчав Коран та іслам.
У 1925 родина переїхала в околиці Каїра, де Садат отримав середню освіту.
За його власним пізнішим зізнанням, замолоду на його світогляд найбільше вплинули чотири людини — Захран, учасник антиколоніального заколоту проти британців, який скінчив життя на шибениці за вбивство британського офіцера; Кемаль Ататюрк, який здобув незалежність для Туреччини й ініціював значні економічні та соціальні перетворення в країні; Махатма Ґанді, що пропагував ненасильницький спротив суспільному злу, і Адольф Гітлер, у якому тоді ще юний Садат вбачав єдиного світового лідера, здатного протистояти британській експансії.

### Шлях до влади
У 1938 закінчив військове училище й отримав звання лейтенанта.
У 1940 вступив до лав таємного товариства «Ісаба», створеного групою єгипетських офіцерів. Був також близький до націоналістичних організацій «Міср аль-Фатат» і «Браття-мусульмани».
У період Другої Світової війни таємно співпрацював з агентами нацистської Німеччини та фашистської Італії, намагаючись сприяти меті звільнення батьківщини від британського панування. Садат неодноразово піддавався арештам британцями, звинувачувався у колабораціонізмі з Абвером. Так, на прохання німців він спробував переправити звільненого з єгипетської армії генерала до Іраку задля посилення там антибританської діяльності. Справа провалилась, і Садата було заарештовано. Але за браком доказів його звільнили, й Садат знову став співпрацювати з двома нацистськими агентами у Каїрі, які й видали його після того, як їх схопили. У жовтні 1942 року, засудженого трибуналом, його звільнили з армії, й ув'язнили.
Після двох років утримання у в'язниці, Садат розпочав голодування, і його перевели до тюремної лікарні, звідки йому вдалося втекти. Садат відростив бороду і, перебуваючи близько року в підпіллі, постійно змінював зовнішність, адреси й роботу.
У 1946-1949 знову у в'язниці. По звільненню займався журналістською діяльністю, а від 1950 — знову на військовій службі.
Узяв активну участь у створенні таємної організації «Вільні офіцери» на чолі з Насером.
Після державного заколоту в липні 1952 року Садат обіймав різноманітні державні посади. Від 1960 року до 1968-го був Головою Національних зборів, у період 1964—67 років — він один із віцепрезидентів, а від 1969 року — єдиний віцепрезидент. Після смерті Насера в 1970 році Анвара Садата було обрано президентом Єгипту.

## Президенство
Фактично від часу приходу до влади Садат розпочав відходити від політики арабського націоналізму й арабського соціалізму, яку провадив Ґамаль Абдель Насер. Після того, як послідовники ідей Насера спробували створити опозицію до нового режиму, у травні 1971 року чимало осіб із оточення колишнього президента були арештовані. Садат відмовився й від панарабських претензій попередника — так 1971 року державу було перейменовано з Об'єднаної Арабської Республіки (ОАР) на Арабську Республіку Єгипет (АРЄ).

### Відносини із супердержавами

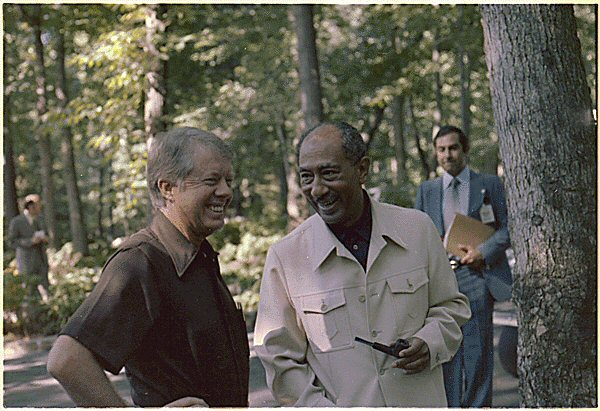
Анвар Садат і президент США Джиммі Картер

Розчарувавшись у шляху соціалістичних перетворень і вважаючи допомогу СРСР в протистоянні з Ізраїлем недостатньою, Анвар Садат почав політичне зближення зі США. Водночас стосунки Єгипту з СРСР стрімко погіршувалися — спочатку країна відмовилась від радянської військової допомоги, а в 1972 з Єгипту взагалі було вислано радянських радників. У 1973 Садат ув'язався у війну проти Ізраїлю (Війна Судного дня), однак вкрай невдалий розвиток і результат операції змусив Садата терміново зближуватися зі США й вести мирні переговори з Ізраїлем. 1976 року Єгипет денонсував угоду про дружбу з СРСР.

### Жовтнева (Судного дня) війна
Дивіться основну статтю: Війна Судного дня.
Пріоритетним напрямком своєї політики Анвар Садат вважав відродження Єгипту, посилення позицій країни на світовій арені й реванш за принизливу поразку у війні з Ізраїлем 1967 року. Після невдалих переговорів із Ізраїлем протягом кількох років наприкінці 1972 року Садат став схилятись до воєнної кампанії проти Ізраїлю. Рішення про початок війни Єгипту з Ізраїлем було ухвалено президентом Анваром Садатом та його сирійським колегою Хафезом Асадом улітку 1973 року.

### Кемп-Девідські угоди
Дивіться основну статтю: Кемп-Девідські угоди 1978.
Після війни Садат знову погодився на мирні переговори. Ізраїль та Єгипет підписали проміжний договір, за яким зобов'язувались не застосовувати військову силу, а вирішувати наявний територіальний конфлікт у мирний спосіб. У 1977 році Анвар Садат оголосив про свою готовність прибути до Єрусалима для обговорення умов миру з Ізраїлем.
Цей історичний візит Садата відбувся в листопаді. На запрошення прем'єр-міністра Ізраїля Менахема Беґіна він виступив у кнесеті в Єрусалимі, що викликало різку критику в арабському світі. Викладений Садатом план з 5 пунктів включав, зокрема, і створення самостійної палестинської держави. Виступ єгипетського очільника справив величезне враження на ізраїльське керівництво, адже замайоріла надія на ухвалення мирної угоди з наймогутнішою у військовому плані й однією з найвпливовіших країн арабського світу.
За деякий час ізраїльський прем'єр Беґін здійснив візит у відповідь до Єгипту. Однак тут уже переговори просувались важко.

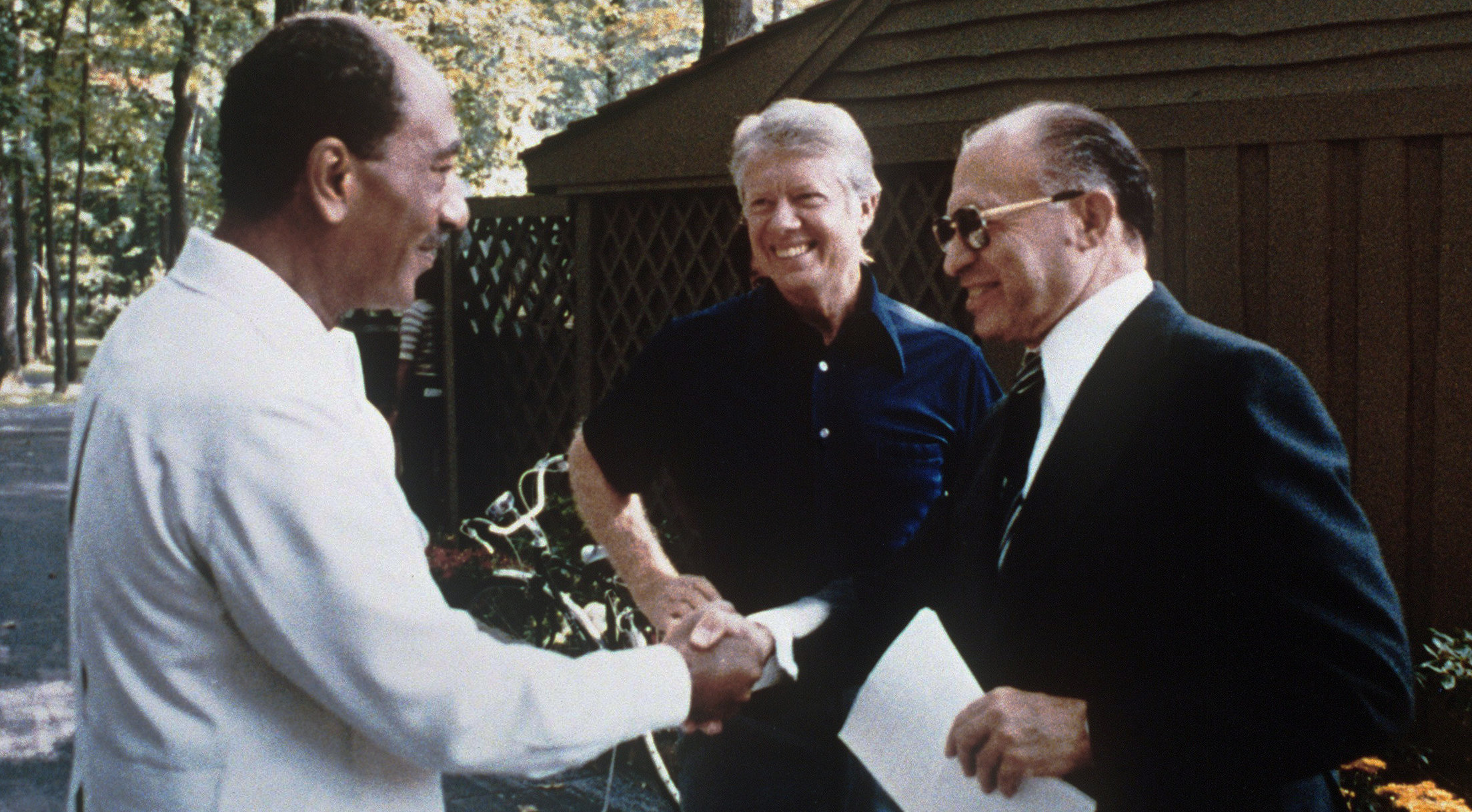
Кемп-Девідська угода. Садат (ліворуч) тисне руку Беґіну в присутності Картера

Саме тому Президент США Джиммі Картер вирішив узяти ініціативу в свої руки, й запросив обидві сторони до себе в Кемп-Девід, — курорт, що правив за місце неформальних зустрічей американських президентів.
І хоча листопадовий візит Садата до Єрусалима, де він зустрічався з Беґіном і виступав у кнесеті, спричинив напруження взаємин Єгипту з арабськими країнами, єгипетський президент ухвалив рішення продовжити мирні переговори з Ізраїлем.
У вересні 1978 на саміті в Кемп-Девіді під головуванням Джиммі Картера Анвар Садат і Менахем Беґін домовилися про укладення миру, взаємне визнання та повернення Синайського півострову до складу Єгипту. Мирну угоду було підписано 26 березня 1979 року. За умовами угоди, Ізраїль зобов'язувався вивести війська й евакуювати єврейські населення з Синаю, окупованого в 1967 році.
У 1978 за підписання мирних угод Анвар Садат і Менахем Беґін отримали Нобелівську премію миру. Нобелівський комітет, зокрема, відзначив:
|  | «Історичний візит Садата до Ізраїлю в листопаді 1977 року зруйнував психологічний бар'єр, що стояв на заваді цілому поколінню мешканців Близького Сходу досягти порозуміння і взаємолюдських контактів». |

### Внутрішня політика

#### Політика «відкритих дверей»
У 1974 узявся до реалізації політики «відкритих дверей» (інфітах). На практиці це означало приваблення іноземних інвесторів шляхом створення для них сприятливих умов ведення бізнесу, зокрема запровадження спрощеної системи оподаткування й надання урядових гарантій про недопущення націоналізації приватного капіталу. Крім того, уряд узяв на себе зобов'язання з модернізації системи комунікацій і транспортної мережі країни. Для отримання зовнішніх позик уряд Єгипту мав піти на скорочення бюджетного дефіциту, урізавши для цього державні субсидії на продукти харчування і паливо, що неминуче вело до зростання цін на товари першої необхідності.
У ході реалізації політики «відкритих дверей» було лібералізовано банківську і валютну сфери економіки. На думку Анвара Садата, це мало сприяти привабленню до країни іноземного капіталу й полегшити експорт єгипетської робочої сили до таких головних нафтовидобувних арабських країн як Лівія та Саудівська Аравія. Темпи економічного зростання прискорились, стан державного платіжного балансу покращився. Безумовними «плюсами» політики Садата стало також те, що саме завдяки їй країна фактично «відкрилась» для світу, лишаючись при тому доволі традиційним суспільством; до речі, якраз на той час припадає започаткування створення широкої туристичної інфраструктури в країні.
Однак внаслідок деякої однобокості веденої економічної політики, неврахування єгипетських реалій і значної корумпованості в країні, економічні потуги Садата призвели, в першу чергу, до швидкого збагачення невеликої частини наближених до керівної верхівки та представників великого бізнесу, тоді як економічне становище переважної більшості населення Єгипту лише погіршувалось.

#### Партійні зміни
У 1975 ухвалив рішення про створення в рамках Арабського соціалістичного союзу (АСС) трьох політичних платформ: центристської (правляча більшість), лівої та правої. Фактично це означало створення в Єгипті контрольованої багатопартійної системи.
На виборах до Народних зборів у 1976 кандидати від садатівської центристської платформи, що отримала назву Арабської соціалістичної партії (АСП), здобули переконливу перемогу, завоювавши 280 з 352 місць. Після парламентських виборів Садат оголосив, що всі три платформи АСС надалі будуть трансформовані у партії.

#### Економічні та політичні проблеми
У січні 1977 єгипетський уряд під тиском Міжнародного валютного фонду таки ухвалив рішення вдвічі скоротити субсидії на товари першої необхідності. В результаті 18-19 січня усю країну охопив народний протест — у багатьох містах і поселеннях відбулися багатомільйонні демонстрації, що увійшли до історії країни як «хлібні бунти». Відтак, урядове рішення було скасоване.
Коли опозиція почала критикувати економічні провали уряду й висувати офіційним особам звинувачення у корупції, Садат запровадив обмеження політичної діяльності в країні. Невдоволення виявляли й ісламські фундаменталісти, що активізували свої виступи після поразки Єгипту у війні 1967 року. Фундаменталісти завзято відкидали американізацію культурного та ідеологічного життя країни, крім того посилилась міжконфесійна ворожнеча — у т. ч. й, інспіровані ззовні, почастішали сутички ісламістів та представників коптської християнської меншини. В умовах посилення безладдя у країні Садат змушений був піти на деякі обмеження політичних свобод громадян.
Коли ж у 1980 (в умовах погіршення як економічної, так і внутрішньополітичної ситуації) Анвар Садат проголосив себе довічним Президентом Єгипту, всією країною прокотилися масові протести єгипетських громадян. Відповіддю ж офіційної влади на це стали масштабні репресивні заходи, в першу чергу, в середовищі інтелігенції (боротьба з інакодумцями і тими, хто відважувався критикувати владу) та коптського духовенства. Чимало єгипетських діячів культури і громадських активістів у цей час втратили роботу, були затримані і/або змушені виїхати з країни.

## Загибель
6 жовтня 1981 року з нагоди чергової річниці арабо-ізраїльської війни 1973 року в Каїрі відбувався військовий парад. Урочистості розпочалися об 11:00 (за місцевим часом). Прийнявши рапорт від командувача параду, президент Єгипту в супроводі групи високих посадовців і військових чинів піднявся на трибуну для почесних гостей, зайнявши центральне місце в першому ряді, праворуч від нього сидів віцепрезидент Мубарак, ліворуч — міністр оборони Абу Газаль.
На параді все відбувалося за планом, але під кінець парадного розрахунку, близько 11:40, артилерійська вантажівка, що рухалась площею в шикуванні військової техніки, зненацька загальмувала. Лейтенант-десантник Халед Ахмед аль-Ісламбулі, що був у машині, зістрибнув з авто й жбурнув у бік трибуни ручну гранату. Вона вибухнула, не долетівши до цілі. За кілька секунд ще п'ятеро десантників зістрибнули з платформи вантажівки й відкрили автоматний вогонь по урядовій трибуні. Зчинилася паніка, у той же час Анвар Садат устав з крісла й вимовив: «Не може бути!» Випроставшись і заціпенівши, Садат виявився мішенню для снайпера: кулі пробили його шию та груди, зачепивши легеневу артерію. Президента Єгипту було вбито за 20 секунд після початку атаки. Існує малоймовірна версія, що Садат сприйняв те, що відбувалось перед його очима, як спробу підрозділу висловити йому особливу відданість, адже раніше на тому ж параді парашутисти приземлилися з неба просто на плац, і начебто президент здійнявся, щоб відсалютувати у відповідь. Садата було доставлено до шпиталю, де він невдовзі помер. У ході перестрілки, що зчинилася під час параду, було вбито або поранено декілька членів уряду й іноземних гостей з числа присутніх (загалом загинуло 7 і було поранено 28 осіб).
Обставини вбивства президента Анвара Садата дотепер лишаються нез'ясованими, так само як не встановлено замовників цієї політичної розправи. Загальновідомим є той факт, що замах на життя Садата, який увінчався успіхом, офіційно влаштували члени групи ісламських фундаменталістів «Аль-Гамаа аль-Ісламія» як помсту за зближення і начебто поступки Ізраїлю, а також проамериканський напрямок зовнішньої політики. Безумовним також є те, що без участі внутрішніх єгипетських спецслужб, а також зовнішнього втручання тут не обійшлося, адже організувати подібний теракт були спроможні винятково висококласні спецслужби. За однією з поширених у світі версій, до вбивства Садата причетний радянський КДБ, за іншою, популярною свого часу в СРСР і тепер у Росії — американські спецслужби.
Поховати Анвара Садата було вирішено на території Каїрського Меморіалу Невідомому солдату, відтак кожний єгиптянин і/або гість країни може віддати шану президенту.
Наступником Садата на посаді очільника країни став віцепрезидент Хосні Мубарак, який керував країною до лютого 2011 року.